# 香港九龍塘基督教中華宣道會

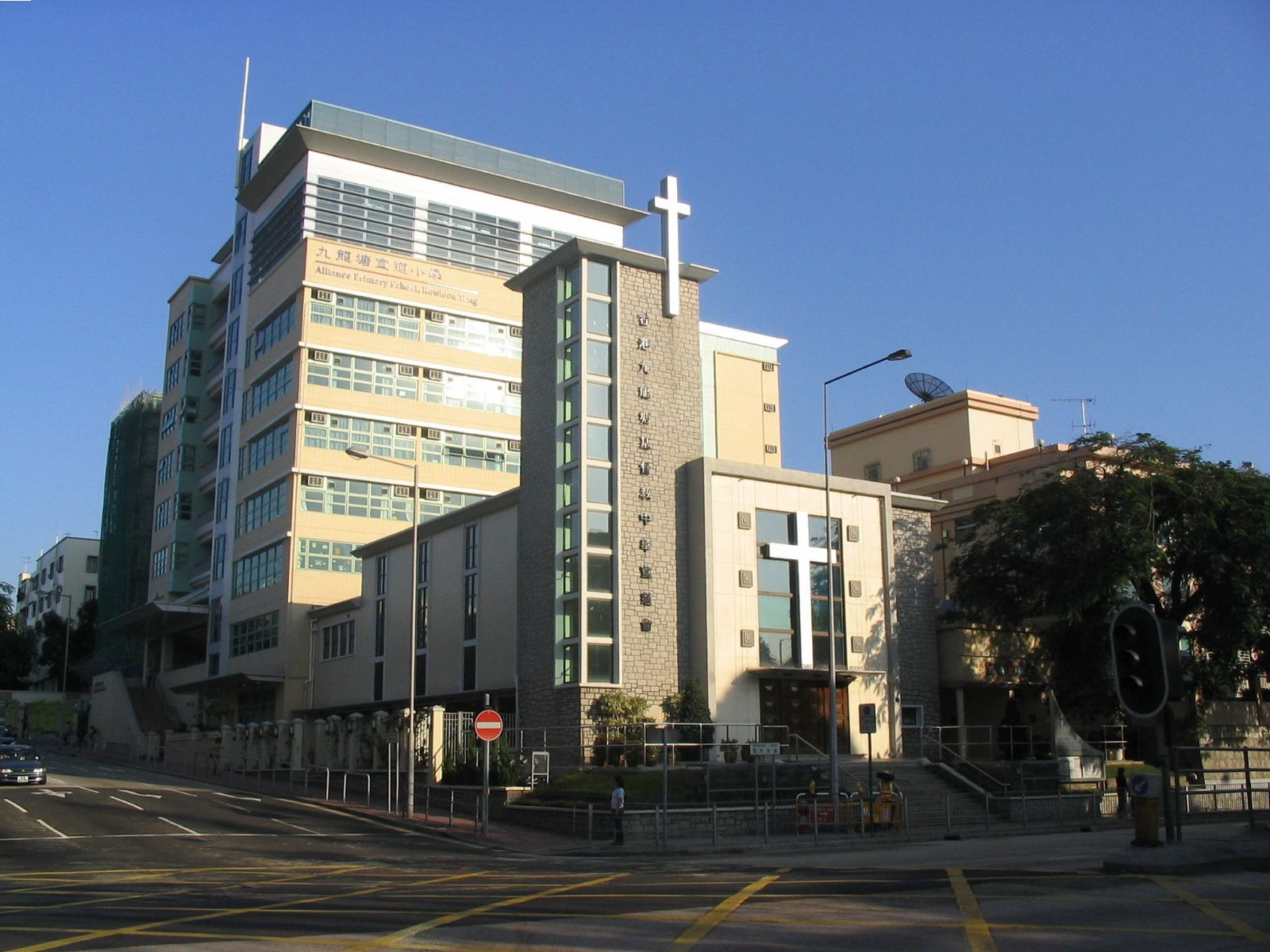
香港九龍塘基督教中華宣道會會址。後方的九龍塘宣道小學也是由塘宣創辦。

九龍塘宣道會 （英語：Kowloon Tong Alliance Church，簡稱塘宣或KTAC）位於香港九龍塘窩打老道134號，於1955年創辦，全名為香港九龍塘基督教中華宣道會（英語：Kowloon Tong Church of the Chinese Christian and Missionary Alliance）。因不直接隸屬香港的基督教宣道會，所以以中華命名，但仍與西差會（美國Christian and Missionary Alliance）保持關係，以香港法例第1031章《香港九龍塘基督教中華宣道會法團條例》成立法人團體。九龍塘宣道會現有23間堂會（連同母堂）及16間學校，會友數目超越5,000人。 　　

## 歷史
九龍塘宣道會是香港最早創立的宣道會教會，在組織上，與經差會協助下成立的「宣道會香港區聯會」並無行政上的聯屬關係。九龍塘宣道會於1940年12月1日由宣道會西教士貝光道牧師創辦，初名「廣西宣道會香港分堂」，租用九龍塘金巴倫道25號車房作主日崇拜，邀請伯特利3位神學生，宋彼得、朱建磯和丘育靈協助事奉，分中、英文堂崇拜。
第二次世界大戰後組織成立華人基督教會，定名為「基督教中華宣道會」（The Chinese Christian and Missionary Alliance），實施自立、自養、自傳政策。於1950年6月2日向香港政府立案，經立法局立例批准取得法團地位。1946年成立建堂委員會，積極進行分隊籌款，經過8年努力，於1954年教會建堂終於完成，11月6日舉行獻堂禮，同時成立向外佈道部，在九龍、新界各地設立分堂。
因為政府批地的附帶條件是興辦學校，故建堂一直與辦學共同進發，1955年九龍塘宣道小學新校落成。1960年增設醫院佈道事工，努力發展九龍醫院的福音探訪工作。

## 四大信仰
- 耶穌是救主[2]
- 耶穌使我成聖[2]
- 耶穌是大醫生[2]
- 耶穌再來[2]

## 會徽含義
- 十字架
- 洗濯盆
- 油瓶
- 冠冕

## 部門

### 向外佈道部
- 中文堂（九龍塘窩打老道134號）[3]
- 大坑東堂（大坑東棠蔭街）
- 上水堂（上水龍琛路）
- 宣中堂（九龍城區富寧街）[4]
- 石籬堂（葵涌石籬商場）
- 友愛堂（屯門宣道會陳瑞芝紀念中學）
- 大圍堂（大圍宣道會鄭榮之中學）
- 豐盛堂（沙田宣道會陳元喜小學）
- 福臨堂（大埔大元邨）
- 竹園堂（黃大仙竹園北邨）
- 耀頌堂（馬鞍山耀安邨）
- 興福堂（屯門宣道中學）
- 天耀堂（天水圍天耀邨）
- 粉嶺堂（聯和墟上水宣道小學）
- 曉麗堂（觀塘曉麗苑）
- 黃埔聯福堂（紅磡黃埔花園黃埔宣道小學）
- 華恩堂（粉嶺宣道會陳朱素華紀念中學）
- 恩友堂（屯門馬錦明慈善基金馬可賓紀念中學）
- 長沙灣福盛堂（長沙灣元洲邨）
- 港恩堂（北角渣華道18號嘉匯商業大廈207室）[5]
- 天澤堂（元朗天水圍宣道會葉紹蔭紀念小學）
- 馬鞍山鞍盛堂（宣道會台山陳元喜小學）
- 國際堂（紅磡黃埔花園黃埔宣道小學）[5]
- 醫院佈道：九龍醫院、沙田醫院

### 教育部
幼稚園
- 宣道幼稚園（九龍塘蘭開夏道2號1樓及2樓部份）[6]
- 宣道會陳李詠貞紀念幼稚園（元朗天水圍天耀邨）
- 宣道會秀茂坪陳李詠貞幼稚園（秀茂坪曉麗苑）
- 宣道會雷蔡群樂幼稚園（長沙灣元州邨）

小學
- 九龍塘宣道小學（九龍塘蘭開夏道）
- 上水宣道小學（粉嶺聯和墟）
- 大坑東宣道小學（大坑東棠蔭街）[7]
- 宣道會陳元喜小學（沙田美林邨）
- 宣道會台山陳元喜小學（馬鞍山頌安邨）
- 黃埔宣道小學（紅磡黃埔花園；前為「石籬宣道小學」，舊址位於葵涌石籬邨）
- 宣道會葉紹蔭紀念小學（天水圍天澤邨）

中學
- 宣道中學（屯門大興邨）
- 宣道會陳瑞芝紀念中學（屯門友愛邨）
- 宣道會鄭榮之中學（大圍積運街）
- 宣道會陳朱素華紀念中學（粉嶺暉明路）

國際學校
- 宣道會劉平齋紀念國際學校：九龍城區富寧街（舊校舍/Grades 4-12）；葵青區（Preparatory-Grade 3臨時校舍）；荔枝角蝴蝶谷（新校舍[8]，後成為宣道國際學校，見下）
- 宣道國際學校（荔枝角蝴蝶谷）[9]

## 差會
- 環球宣愛協會 （页面存档备份，存于）

## 外部連結
- 香港九龍塘基督教中華宣道會
- 香港九龍塘基督教中華宣道會歷史